# تپه‌باشی پورناک
تپه‌باشی پورناک، روستایی است از توابع بخش پلدشت و در شهرستان ماکو استان آذربایجان غربی ایران.

## جمعیت
این روستا در دهستان زنگبار قرار داشته و بر اساس سرشماری سال ۱۳۸۵ جمعیت آن ۳۴۱نفر (۶۶ خانوار) 
بوده است.
این روستا در 15 کیلومتری غرب شهرستان پلدشت قرار دارد و با روستاهای پورناک و اقا میری کندی و علی نظر و اروج محمد همجوار می‌باشد و از مکانهای تاریخی دارای حمام باستانی و انبار سیلو می باشد.